# Malthinus devillei
Malthinus devillei es una especie de coleóptero de la familia Cantharidae y del género Malthinus.

## Distribución geográfica
Es una especie que integra la fauna de Europa.